# Уэрта, Адольфо де ла
Адо́льфо де ла Уэ́рта Марко́р (исп. Felipe Adolfo de la Huerta Marcor; 26 мая 1881 — 9 июля 1955) — мексиканский политик, временный президент Мексики с 1 июня по 1 декабря 1920 года.
В 1920 году Уэрта был губернатором Соноры и одним из руководителей Революции Агуа-Приеты — плана по свержению тогдашнего президента Венустиано Каррансы. 8 апреля 1920 года был совершён переворот, Карранса был свергнут и бежал. На время подготовки всеобщих выборов конгресс назначил Уэрту временным президентом.
Одним из наиболее важных событий за время президентства Уэрты было подписание мирного договора с Панчо Вильей.
В 1923 году Уэрта поднял мятеж против президента Обрегона, но потерпел неудачу и бежал в США. С поддержкой федерального правительства США силы Обрегона подавили сопротивление уэртистов к февралю 1924. Сам Уэрта после возвращения в Мексику в 1935 году отошёл от политической деятельности.

## Примечание
Не следует путать Адольфо де ла Уэрту с Викториано Уэртой — временным президентом Мексики в 1913—1914.